# Deitingen
Deitingen é uma comuna da Suíça, situada no distrito de Wasseramt, no cantão de Soleura. Tem 7,63 km² de área e sua população em 2018 foi estimada em 2.207 habitantes.